# Europäischer Verband der Veranstaltungs-Centren
Der Europäische Verband der Veranstaltungs-Centren e. V. (EVVC) mit Sitz in Frankfurt am Main ist der Dachverband der Veranstaltungs-Zentren in Europa.
Rund 650 Kongress- und Veranstaltungshäuser, Arenen und Special Event Locations jeder Größenordnung in Mittel- und Südeuropa repräsentiert der Verband nach einer aktuellen Befragung seiner mehr als 300 ordentlichen Mitglieder, den Betreibergesellschaften.

## Mission Statement
Originäres Ziel ist es, seine Mitglieder durch Informations- und Wissensvermittlung sowie einen intensiven Erfahrungsaustausch zu unterstützen. Darüber hinaus will der EVVC in politischen, gesellschaftlichen und wirtschaftlichen Gremien als Lobby Einfluss nehmen und Entscheidungen und Meinungsbildung im Interesse der Mitglieder und der Branche beeinflussen.
Neben Unterstützung in den Bereichen Marketing, Rechtsprechung, Technik und der Entwicklung von branchenaktuellen Kennzahlen liegt ein großes Augenmerk des Verbandes auf der Aus- und Weiterbildung innerhalb der Branche. Dies gilt zum einen im Hinblick auf das umfangreiche verbandsinterne Seminarangebot. Zum anderen aber arbeitet der EVVC intensiv mit Trägern der unterschiedlichsten Ausbildungsangebote zusammen, u. a. um nachhaltig an den verschiedenen Berufsbildern mitzuarbeiten und somit aktiv den Nachwuchs zu fördern.
Mit der Repräsentanz im Hauptstadtbüro vertritt der Verband die Mitglieder in der Bundespolitik und betreibt Lobbyarbeit. Darüber hinaus unterstützt der Verband seine Mitglieder für deren Argumentation in kommunalen Gremien mit aussagekräftigen Kennzahlen und Studien der Veranstaltungsindustrie.

## Strukturen
Aufgrund der Heterogenität und der damit verbundenen, oftmals ganz unterschiedlichen Interessenlagen der Mitgliedsbetriebe sind diese in verschiedene Arbeitsgruppen (AGs) gegliedert. Ausschlaggebend dafür ist die maximale Kapazität in Reihenbestuhlung im größten vermietbaren Raum: AG I bis maximal 1.200 Sitzplätze, AG II  bis maximal 4.000 Sitzplätze und AG III über 4.000 Sitzplätze. Die AG IV (Technik) vereint darüber hinaus alle Veranstaltungstechniker der Mitglieder und befasst sich ausschließlich mit technikrelevanten Themen. Hierbei spielt die Größenordnung der einzelnen Häuser, die von den Technikern vertreten werden, keine Rolle.
In Fachbereichen diskutieren die Mitglieder aktuelle Themen mit ganz unterschiedlichen Schwerpunkten, wie z. B. Gastronomie, Marketing, Special-Event-Location u. v. m. Der Vorstand arbeitet ehrenamtlich und wird auf drei Jahre von der Mitgliederversammlung gewählt. Neben Präsident und Vizepräsident gehören die Beisitzer für die Bereiche Finanzen, Marketing und Internationales sowie die vier Leiter der Arbeitsgruppen dem Vorstand an. Organisatorisches Zentrum des Verbandes ist die Geschäftsstelle in Frankfurt am Main mit sechs Mitarbeiterinnen. Gelegenheit zum ausführlichen Gespräch haben alle Mitglieder und Partner zweimal jährlich – bei der Jahreshauptversammlung im Frühjahr sowie der Management-Fachtagung im Herbst. Beide Veranstaltungen finden in wechselnden Mitgliedshäusern statt, die Jahreshauptversammlung schließt sich der internationalen Messe für Veranstaltungstechnik „Prolight + Sound“ an.